# 앙리 들라보르드 (펜싱 선수)
앙리 들라보르드(프랑스어: Henri Delaborde)는 프랑스의 펜싱 선수이다. 그는 아테네에서 열린 1896년 하계 올림픽과 파리에서 열린 1900년 하계 올림픽에 참가했다.
1896년에 들라보르드는 플뢰레 경기에 참가했다. 이오아니스 풀로스에게는 승리를 했지만 앙리 칼로와 페리클리스 피에라코스 마브로미할리스한테는 져서 예선에 참가한 4명 중 3위를 차지, 결선에는 오르지 못했다. 전체적으로 따지면 다른 조에서 3위를 차지한 콘스탄티노스 콤니노스 밀리오티스와 함께 공동 5위를 차지하게 된다.